# B小调钢琴奏鸣曲 (李斯特)
李斯特的B小调钢琴奏鸣曲（目錄第178號）在1853年完成，1854年由布赖特科普夫与黑特尔音乐出版社出版。此曲献给罗伯特·舒曼，作為舒曼C大调幻想曲的回赠，被认为是李斯特最艰难的曲目之一。

## 歷史

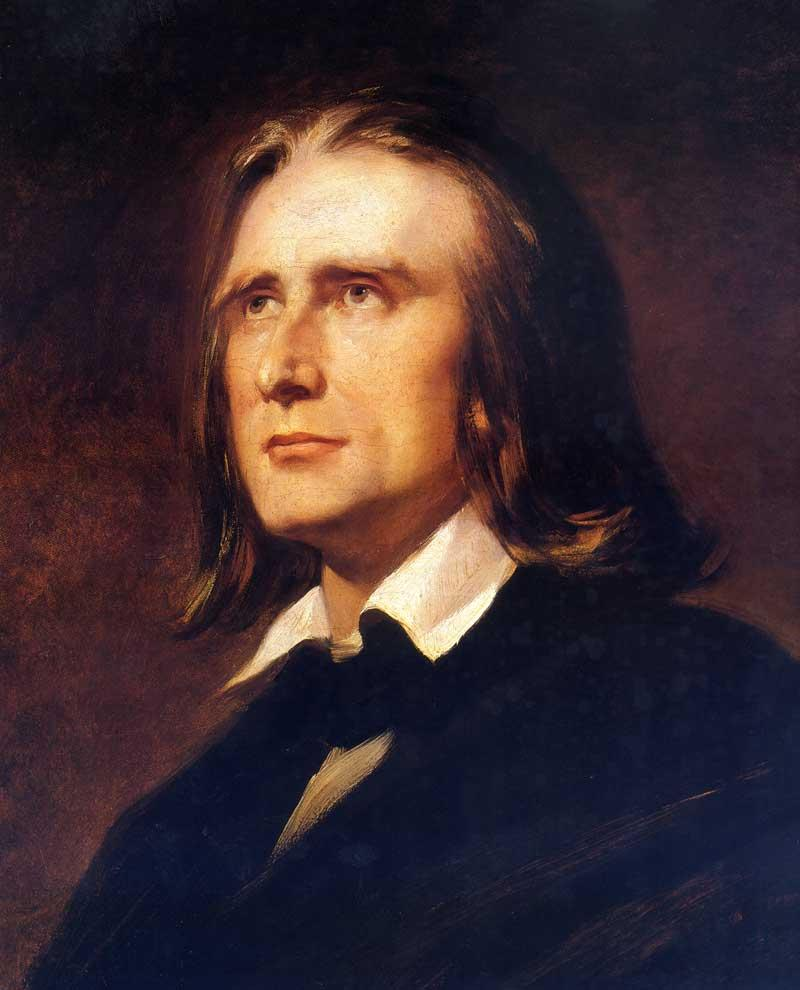
Franz Liszt portrait, 1856.

李斯特在奏鳴曲的手稿上指出，它於1853年2月2日完成， 但他在1849年之前創作了一個早期版本。 在他生命中的這個時候，李斯特作為旅行演奏家的職業生涯幾乎完全消退了，因為他受到了近五年前Carolyne zu Sayn-Wittgenstein的影響，轉向了作曲家的生活，而不是表演者。

## 外部連結
- 李斯特B小調鋼琴協奏曲的免费乐谱，由国际乐谱典藏计划提供